# Västra Tarmtjärnen
Västra Tarmtjärnen är en sjö i Ljusdals kommun i Hälsingland och ingår i Ljusnans huvudavrinningsområde.